# Щуцер (оръжие)
Щу́цер (от на немски: Stutzen) – нарезна пушка в периода 16—19 век, а също и особена категория ловно оръжия.

## Военен щуцер
Към 18 и началото на 19 век на въоръжение в много от европейските армии се появяват първите масови образци нарезно оръжие. Тъй като с тяха са въоръжавани леката пехота (стрелци, егери), действащи в разсипен стрй и рядко влизащи в щиков бой, това оръжие е сравнително късо и леко за по-удобно носене, и за облекчаване на зареждането му откъм дулото. Така пехотното стрелково оръжие с времето се разделя на дълги, тежки гладкостволни мускети, в руската армия под името „ружья“, и по-къси и удобни за стрелба винтовки, или щуцери, приспособени за водене на точна стрелба на големи дистанции.
Следва да се отбележи, че в описвания период в руския език не се използва още думата „винтовка“, и военното нарезно оръжие се нарича по немски маниер „щуцер“, а до Петър I – „винтовален пищял“; но в много чужди езици за обозначаването на това оръжие се използва термин, съответстващ на въведената едва в началото на втората половина на 19 век в руския дума „винтовка“, т.е., терминологически това оръжие не се отделя от по-късните образци с това наименование. Например, в английския език такова оръжие се нарича rifle, което общия случай се превежда като „винтовка“, но използвано към периода на първата половина на 19 век означава именно „щуцер“. В частност, белгийското копие на английската „брунсуикска винтовка“ – brunswick rifle – е прието на въоръжение в Русия като „литихски щуцер“.
Към средата на 19 век напредналите армии има в своята пехота до една трета стрелци, въоръжени с такива винтовки-щуцери. Благодарение на техните нарези щуцерите осигуряват много пъти по-добра точност на стрелбата, отколкото гладкостволните пушки. Действителната далекобойност на стрелбата с тях е до 300 метра и повече, много повече в сравнение със 100 – 150 метрама, които са пределната дистанция на гладкостволките.
Наистина, скорострелността на щуцерите е изначално няколко пъти по-ниска, отколкото при гладкостволните пушки, тй като куршума се поставя в ствола почти в пресова сглобка, което отнема няколко минути при презареждане.
При зареждането на щуцера на ствола накръст се поставя т.нар. „пластир“ (лента от специална тъкан), понякога куршума просто се увива в нея. След това куршума трябва да се набие в цевта със специален чук. Има изказване на Наполеон за това, че стрелбата на щуцерниците е истинско мъчение. Ниската скорострелност и високата цена на щуцерите (вследствие сложността за производство на нарезните стволове) ограничиват тяхното разпространение. Затова примерно до 1840-те години в армиите на болшинството големи държави, в т.ч. Русия, с щуцери са въоръжени само най-добрите стрелци („щуцерни“, „щуцерници“), някои специални части, понякога – подофицери (макар високата точност на нарезното оръжие да е известна отдавна и то дълго преди това е широко използвано от ловците и стрелците по конкретни цели – аналог на снайперистите, за които дългото презареждане не е съществен проблем).
Проблема със скорострелността на нарезното дулнозарядно оръжие е в значителна степен решена през средата на 19 век с изобретяването на специални куршуми. Някои от тях съвпадат по форма със сечението на канала на ствола и при зареждане свободно влизат в ствола. Други са по-малки по калибър, отколкото е канала на ствола, но при зареждане или при изстрел се раздуват насторона и осигуряват плътно прилягане към стените на ствола (обтурация). Най-съвършения от тези куршуми е куршума на Миние. Той позволява да се достигне скорострелността на гладкостволното оръжие.
С появата на скорострелно нарезно оръжие, стрелящо с такива куршуми, а също и с общото развитие на промышлеността, се появява възможност да се даде нарезно оръжие на цялата пехота, а не само на най-добрите стрелци. За въоръжаването на леката, и линейната пехота се появява необходимост от единен образец, който да съчетава качествата на предишните мускети-пушки и винтовките-щуцери, да е достатъчно дълъг и тяжък за щиков бой и при това да осигурява висока далекобойност и точност на стрелба. Това ново оръжие първоначално получава в английския език обозначението „нарезен мускет“ – rifled musket, и бързо измества предишните гладкостволни мускети-пушки и нарезните винтовки-щуцери. Впоследствие за новото оръжие отново официално е въведен по-кратък и удобен термин rifle. В руския език това оръжие в началото получава аналогично по смисъл име – „винтовално [т.е. нарезно] ружьё“, но през 1856 г., с въвеждането на новия образец винтовална пушка, за него е въведено ново обозначение – „винтовка“, „разбираемо за всеки един войник и обясняващо му главното начало, на което се основава успешното действие на нарезното оръжие“.
Термина щуцер оттогава остава в руската оръжейна терминология по отношение на една от категориите ловно оръжие, тъй като с въвеждането на единен образец пехотна винтовка изчезва самия тип военно оръжие, наречен така. Но, например, в швейцарската армия този тип оръжия се съхранява даже и след въвеждането на зареждането откъм затвора, – например, на базата на винтовката Ветерли образец 1869 г. през 1871 е създаден егерски щуцер, който има малко по-къса цев (с междинна дължина между винтовката и карабината), изменена форма на приклада и спусков механизъм с шнелер в съседство на спусъка. С тях са въоръжени най-добрите армейски стрелци. Има и щуцери образци 1878 и 1881 г. На базата на приетата през 1889 г. магазинна винтовка Schmidt-Rubin вече не се правят щуцери.

## Ловен щуцер
Щуцери (от нем. Bergstutzen) наричат също ловното нарезно оръжие с „чупещи“ се стволове; като правило, щуцерите са предназначени за лов на едър, издръжлив на нараняване дивеч, от близко разстояния.
Щуцерите обикновено имат два ствола, но има и едностволни и по-рядко тристволни. Понякога се срещат и четиристволни щуцери, но в това оръжие стволовете обикновено се правят с различен калибър – например, два голям, един среден и един – малокалибрен. Стволовете на двустволния щуцер могат, като и при обикновеното гладкостволно ловно оръжие, да са сдвоени във вертикалната или хоризонталната плоскост. Това практически не влияе на точността или на другите стрелкови качества на оръжието и играе роля само по отношение на неговия външен вид. Впрочем, тежките големокалибрени щуцери, като правило са хоризонтални.
- Преимуществото на щуцера в сравнение с магазинната карабина – възможност бързо, без да се губи време на дърпане на затвора, да се направи повторен изстрел. Не по-малко важна е голямата надеждност на щуцера, тъй като при засечка на първия изстрел може веднага, без забавяне, да се стреля от втория ствол. Всичко тези качества са много важни при лов на крупен дивеч, когато понякога секунди са важни за успеха. Здравата конструкция позволява използването в щуцерите на най-мощните ловни патрони.

- Недостатъците на щуцера (дву – или тристволен) – първо, много по-лоша в сравнение с карабините точност. Запоените в пакет стволове, колкото и качествено да са слепени заедно, все пак не могат точно да бият в едну точка. Затова щуцерите се използват обикновено на дистанции не повече от 150 m. Това, впрочем, не се отнася към едностволните щуцери, които по бой обикновено дори превъзхождат магазинните карабини. Второ, ако вместимостта на пълнителя на карабината може да достига 10 и повече патрона, то стрелеца с щуцер е ограничен с два, рядко три патрона. Към недостатъците следва да се отнесе и голямото тегло на щуцера, но това има значение само при пешия лов.

Този комплекс от преимущества и недостатъци предопределя основното предназначение на щуцера като вид ловно оръжие. Едностволните щуцери са предназначени основно за лов в гориста местност, където стрелбата е основно от голямо разстояние, и няма голяма нужда от висока скорострелност на оръжието. Дву и тристволните щуцери, напротив, обикновено се използват при лов на голям и опасен дивеч на малки дистанции.
Болшинството ловни щуцери се правят за патрони голям калибър. Най-разпространени в Европа и Северна Америка щуцерни калибри, разсчитани за лов на дива свиня, лос и мечка са 9,3×62, 9,3х74, но нерядко се срещат щуцери и по-малък калибър, за патрони 7,62 mm (.30 – 06 и т.н.).
За лов на крупни дебелокожи или много опасни зверове (т.нар. „голяма африканска петорка“ – слон, носорог, лъв, бивол, леопард, а също хипопотам, голям крокодил и т.н.) има щуцери голям калибър, които често се отнасят към отделна група „африкански щуцери“. Това е много мощно и тежко оръжие за патрони .375 Н&Н Magnum, .416 Rigby, .470, .505 Gibbs, .577 и т.н. Теглото на африканския щуцер голям калибър е 5 – 7 kg, а отката е такъв, че за стрелба от такова оръжие може да е необходима специална подготовка.
Африканските щуцери са най-скъпата категория ловно оръжие. Те обикновено се правят по индивидуална поръчка от майсторите на известните фирми. Цената им е крайно висока, тя понягока превишава 100 хил. щатски долара. Въобще всеки един щуцер обикновено е съществено по-скъп от карабината от същия калибър.

## Stutzen
В съвременния немски език думата „щуцер“ (Stutzen) обозначава ловна винтовка за лов в гориста местност със скъсен ствол и дървена ложа с характерна форма, достигаща почти до дулния срез на ствола, за защитата му при падане върху камъни. За разлика от оръжието, наричано щуцер в рускоезичната терминология, затвора на такова оръжие има напълно традиционна конструкция.